# Oleg Borissowitsch Schewzow
Oleg Borissowitsch Schewzow (russisch Олег Борисович Шевцов; * 29. November 1971 in Moskau, Russische SFSR) ist ein ehemaliger russischer Eishockeytorwart. Während seiner Karriere spielte er für den HK Spartak Moskau, Sewerstal Tscherepowez, Torpedo Jaroslawl, HK Awangard Omsk, HK Dynamo Moskau, HK ZSKA Moskau und HK Metschel Tscheljabinsk in der russischen Superliga.

## Karriere
Schewzow spielte zunächst von 1989 bis 1997 beim HK Spartak Moskau. Zur Saison 1997/98 wechselte der Torhüter innerhalb der Liga zu Sewerstal Tscherepowez, wo er das bis dahin beste Jahr seiner Karriere spielte. Dies bescherte ihm eine Berufung in den russischen Kader für die Olympischen Winterspiele im japanischen Nagano, wo er mit dem russischen Team nach einer 0:1-Finalniederlage gegen Tschechien die Silbermedaille gewann. Er selbst bestritt als zweiter Ersatztorhüter hinter Stammtorhüter Michail Schtalenkow und Andrei Trefilow jedoch kein einziges Spiel.
In den Folgejahren spielte für fünf weitere Teams in der ersten russischen Liga und eines der zweiten Liga. Zuletzt spielte er in der Saison 2005/06 in der belarussischen Liga für den HK Keramin Minsk und HK Dinamo Minsk.

## Erfolge und Auszeichnungen
- 1998 Silbermedaille bei den Olympischen Winterspielen in Nagano